# Howard McCalebb
Howard McCalebb (* 13. Mai 1947 in Indianola, Mississippi) ist ein US-amerikanischer Bildhauer.

## Leben

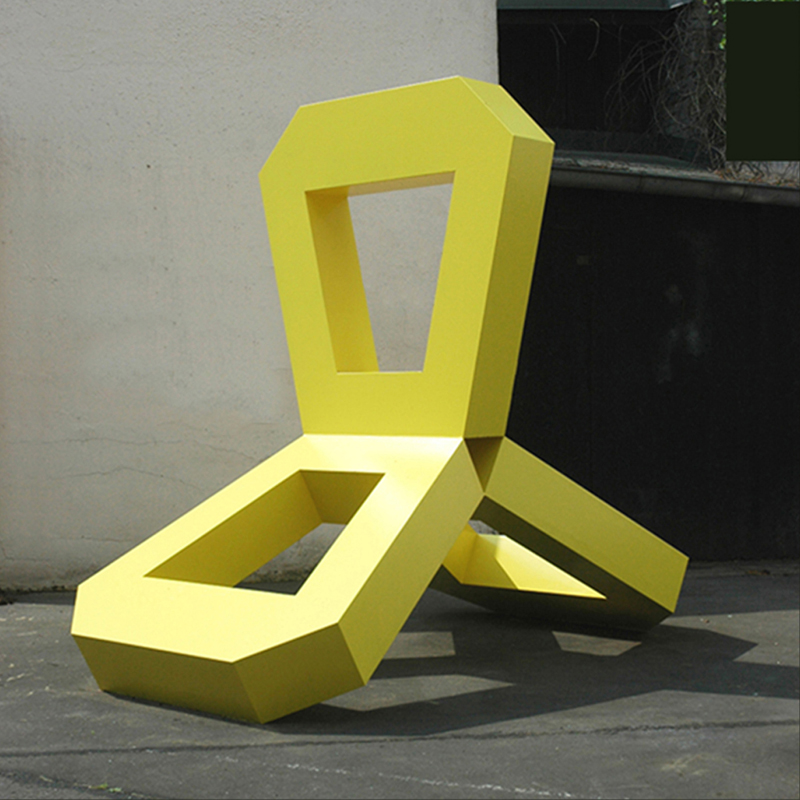
Butterfly: sculpture by Howard McCalebb, at DadaPost, Berlin, Germany

Howard McCalebb erhielt im Jahre 1972 einen Master of Fine Arts in Skulptur von der Cornell University und einen Bachelor of Arts in Skulptur im Jahre 1970 von der California State University in Hayward (Kalifornien). 1971 nahm er an dem 5. jährlichen Skulpturenworkshop der Hobart School of Welding Technology in Troy teil.
Seine Kunst wurde in internationalen Ausstellungen in Österreich, Dänemark, Deutschland, Hongkong, Polen, den Vereinigten Arabischen Emiraten und Galerien und Museen in den USA ausgestellt.
McCalebb lehrte bildende Kunst als Hochschullehrer an der San José State University, der University of Massachusetts und dem Amherst College, der University of North Carolina, der Rutgers University, dem Hunter College, der Cornell University, dem Pratt Institute, und der Parsons School of Design in New York City.
Im Mai 2001 reiste McCalebb in die Volksrepublik China und lehrte an der China National Academy of Fine Arts in Hangzhou und der Hangzhou Academy of Fine Arts.
Im Jahre 1993 wurde McCalebb als Künstler in dem Film Manhattan City Scape, produziert in Kooperation mit dem „Danish Film Institute Workshop“, gezeigt. 1981 nahm er an dem Film Bearden Plays Bearden, produziert von der Philip Morris Corporation, teil.
Im Jahre 2000 wurden McCalebbs Sculpturen in der „Welded Sculpture of the Twentieth Century“-Ausstellung des Neuberger Kunstmuseums in New York zusammen mit Arbeiten von Julio González, Pablo Picasso, Anthony Caro und David Smith gezeigt.

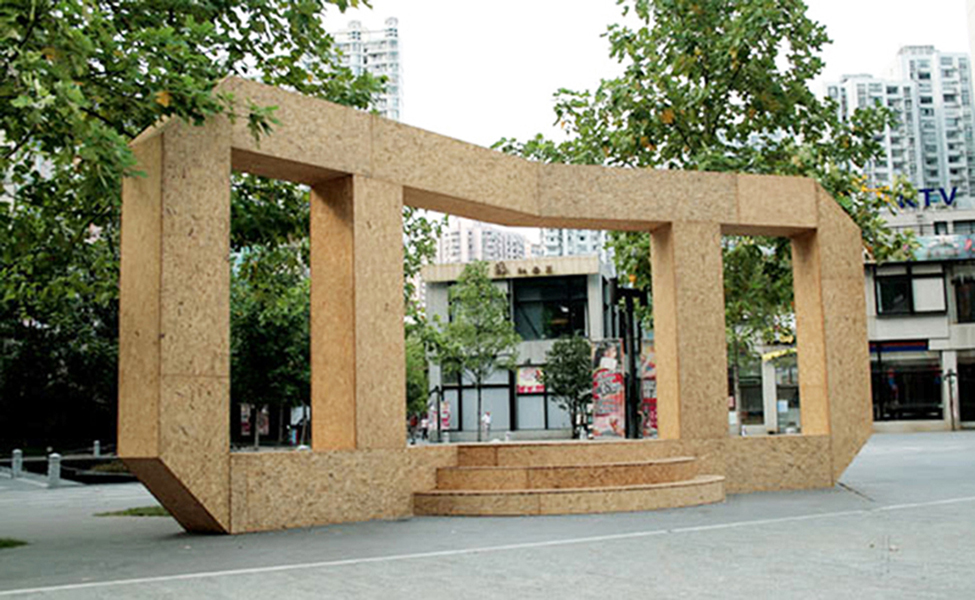
Edifice: sculpture by Howard McCalebb, Shanghai, China

Im April 2003 war McCalebb unter den amerikanischen Künstlern, die die USA bei der 6. Sharjah Biennalle in den Vereinigten Arabischen Emiraten repräsentierten. In dieser Zeit hielt er Vorlesungen an der American University of Sharjah, School of Architecture and Design.
Im Sommer 2005 schuf McCalebb eine Reihe öffentlicher Skulpturenprojekte in Balchik, Bulgarien, in Borhaug, Norwegen und in Alytus, Litauen.
Im Jahre 2008 nahm Howard McCalebb an der Ausstellung „Intrude: Art & Life 366“, die von dem Shanghai Zendai Museum Moderner Kunst organisiert wurde, mit dem Werk "Conjoined Icon / Edifice For Impromptu Theater" teil.
Im Jahre 2009 gründete Howard McCalebb die Kunstgalerie DadaPost in Berlin-Reinickendorf.

## Sammlungen
- San Francisco Museum of Art, San Francisco, Kalifornien, USA
- San Jose Museum of Art, USA
- Modern Art Museum of Fort Worth, Fort Worth, Texas, USA
- Herbert F. Johnson Museum of Art, USA
- Socrates Sculpture Park, Sculpture Now Inc., USA
- Studio Museum in Harlem, USA

## Publikationen
- Vernacular Color: Reflections on National, Ethnic, and Gender Expression[8]
- Kara Walker No / Kara Walker Yes / Kara Walker ?. ISBN 9781877675720.
- Silent Pictures, The Paintings of Yang Younhee. ISBN 9783848208555.
- Autobiography as Critique. ISBN 9783000427916.